# Cuarta División de Chile 1989
El Campeonato Nacional de Cuarta División de Chile de 1989 fue la edición número 7 del torneo de la categoría.
Participaron 18 equipos en el Torneo Oficial, que con el formato todos contra todos, proclamó como campeón al conjunto de Unión Veterana de la comuna de Peumo.

## Torneo oficial
| Pos | Equipo             | PJ | PG | PE | PP | GF | GC | Dif | Pts |
| --- | ------------------ | -- | -- | -- | -- | -- | -- | --- | --- |
| 1   | Unión Veterana     | 30 | 19 | 9  | 2  | 62 | 28 | +34 | 47  |
| 2   | Casa Anny          | 30 | 14 | 13 | 3  | 68 | 30 | +38 | 41  |
| 3   | Atlético Curacaví  | 30 | 16 | 8  | 6  | 45 | 31 | +37 | 40  |
| 4   | C.T.C.             | 30 | 17 | 5  | 7  | 76 | 36 | +39 | 39  |
| 5   | Tricolor Municipal | 30 | 15 | 7  | 8  | 61 | 37 | +24 | 37  |
| 6   | Juventud Renca     | 30 | 15 | 6  | 9  | 64 | 40 | +24 | 36  |
| 7   | 21 de Mayo         | 30 | 16 | 3  | 11 | 61 | 55 | +6  | 35  |
| 8   | Andarivel          | 30 | 10 | 12 | 8  | 44 | 47 | -3  | 32  |
| 9   | Chiprodal          | 30 | 10 | 11 | 9  | 40 | 37 | +3  | 31  |
| 10  | Malloco Atlético   | 30 | 10 | 8  | 12 | 51 | 44 | +7  | 28  |
| 11  | Alianza Coltauco   | 30 | 9  | 8  | 13 | 50 | 66 | -16 | 26  |
| 12  | Isla de Maipo      | 30 | 8  | 8  | 14 | 39 | 57 | -18 | 24  |
| 13  | Ferroviarios       | 30 | 7  | 10 | 13 | 34 | 56 | -22 | 24  |
| 14  | Estrella Chacabuco | 30 | 8  | 5  | 17 | 46 | 78 | -32 | 21  |
| 15  | Deportes Gasco     | 29 | 7  | 7  | 15 | 40 | 58 | -18 | 21  |
| 16  | Panamericano       | 29 | 7  | 6  | 16 | 31 | 61 | -27 | 20  |
| 17  | Arrieta Guindos    | 30 | 5  | 9  | 16 | 44 | 64 | -29 | 19  |
| 18  | Comercio de Buin   | 30 | 4  | 9  | 17 | 35 | 66 | -31 | 17  |

PJ=Partidos jugados; PG=Partidos ganados; PE=Partidos empatados; PP=Partidos perdidos; GF=Goles a favor; GC=Goles en contra; Dif=Diferencia de gol; Pts=Puntos
|  | Campeón                       |
|  | Liguilla por el subcampeonato |

| Campeón Unión Veterana Asciende a Tercera |

## Liguilla por el subcampeonato
Clasificaron a la liguilla por el subcampeonato Casa Anny, C.T.C. y Atlético Curacaví, el ganador de la liguilla del subcampeonato jugaría partidos de ida y vuelta con él ante penúltimo de la liguilla de descenso de Tercera División. 
| Pos | Equipo            | PJ | PG | PE | PP | GF | GC | Dif | Pts |
| --- | ----------------- | -- | -- | -- | -- | -- | -- | --- | --- |
| 1   | C.T.C.            | 2  | 2  | 0  | 0  | 6  | 4  | +2  | 4   |
| 2   | Casa Anny         | 2  | 1  | 0  | 1  | 9  | 7  | +2  | 2   |
| 3   | Atlético Curacaví | 2  | 0  | 0  | 2  | 4  | 8  | -4  | 0   |

PJ=Partidos jugados; PG=Partidos ganados; PE=Partidos empatados; PP=Partidos perdidos; GF=Goles a favor; GC=Goles en contra; Dif=Diferencia de gol; Pts=Puntos
|  | subcampeón, juega play offs para ascender a Tercera |